# Ryo Toyama
Ryo Toyama (født 29. juli 1994) er en japansk fodboldspiller, som spiller for den japanske fodboldklub Mito HollyHock.